# Haus Schloßberg (Birkesdorf)

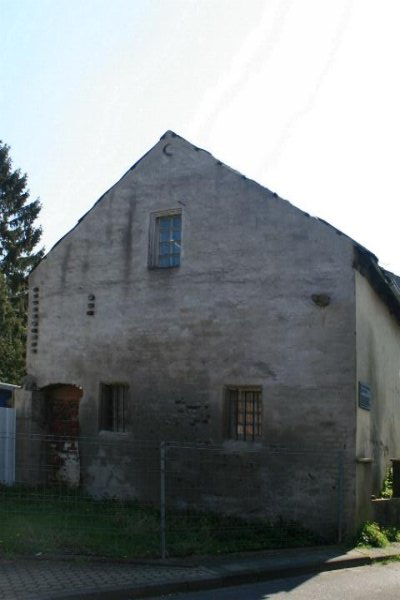
Düren-Birkesdorf, ehem. Burg Schloßberg

Haus Schloßberg stand in Birkesdorf, einem Stadtteil von Düren in Nordrhein-Westfalen.
Das Dorf Birkesdorf, obwohl direkt am Übergang wichtiger Handelsstraßen zum Beispiel Köln-Aachen über die Rur gelegen, wird erst sehr spät urkundlich genannt. 1365 wird ein Hof, der eine Jülicher Lehen war, zu Birkesdorf erwähnt. Besitzer war Gerhard von Erp. Er verkaufte ihn, mit dem Pannhaus, den Fischereirechten in der Rur, mit 150 Morgen Ackerland, 24 Morgen Benden, an Philipp von Merode und seine Frau Swenolt, die den Besitz zielstrebig erweiterte. 
Ihr einziger Sohn Werner wird 1402 mit dem erstmals so genannten „Haus Schloßberg“ durch den Herzog von Jülich belehnt. Wohl im 15. Jahrhundert entstand das eigentliche  Haus Schloßberg. 1580 wird Schloßberg, nachdem es in der großen Jülicher Fehde (der Dritte Geldrische Erbfolgekrieg) von den Truppen Kaiser Karls V. 1543 niedergebrannt wurde, wiederhergestellt. 
An strategisch wichtiger Stelle (Rurfurt), hatte das Haus Schloßberg ständig unter durchziehenden Kriegsheeren zu leiden. Häufige Brandschatzungen und Plünderungen ließen das Vermögen der Schloßberger Linie der Herren von Merode schnell zusammenschrumpfen. Bei den Herren von Weworden zu Drove verschuldeten sie sich mehr und mehr. Nach langjährigem Rechtsstreit wird Schloßberg 1673 Hans Werner von Weworden zugesprochen. Einhundert Jahre blieb Haus Schloßberg im Besitz der Familie von Weworden. 
Am 2. Oktober 1794 nach der Zweiten Schlacht bei Aldenhoven müssen die österreichischen Truppen den französischen Revolutionsheeren weichen. An der Rur versuchen sie noch einmal Widerstand zu leisten, jedoch erzwang der französische General François Séverin Marceau unter heftigen Artilleriefeuer den Übergang über die Rur. 
Haus Schloßberg lag im Zentrum der Kampfhandlungen und ging im Flammen auf und wurde nicht wieder aufgebaut. Leider sind vom alten Haus Schloßberg keine zeitgenössischen Darstellungen bekannt. In einem Bericht von 1910 heißt es: „Von der ehemaligen Burg bei dem alten Friedhof lässt sich heute nur noch ein von Gräben umschlossenes Viereck teilweise erkennen. Von einem schlichten, eingeschlossigen Ziegelbau (dem sogenannten Kieskeller) sind drei Seiten noch alt; an der Südwestseite zwei Kreuzsprossenfenster, zwischen ihnen ein Renaissancetür, am Sturz die Inschrift: Anno Domini 1580 und darüber ein Muschelgiebel.“